# 陶农站
陶农站（：／ Donong yeok */?）是京義·中央線沿線的一座地面車站，位於韓國京畿道南楊州市茶山洞。

## 車站結構
站體為2面4線雙島式月台的地面車站，候車月台設有月台幕門。

### 月台配置
| ↑ 九里          |
| ４３ \| ２１ \| |
| 養正 ↓          |

| 月台 | 路線                   | 目的地               |
| ---- | ---------------------- | -------------------- |
| 1、2 | ●首都圈電鐵京義·中央線 | 德沼、菊秀、龍門方向 |
| 3、4 | ●首都圈電鐵京義·中央線 | 回基、龍山、文山方向 |

## 历史
- 1939年4月1日：落成啟用。

## 車站周邊
- 九里南楊州教育支援廳
- 丁若镛圖書館
- 南楊州登記所
- 南楊州市政府第2行政大樓
- 南楊州南部警察署
- 賓格瑞（朝鲜语：빙그레）南楊州工廠
- E-mart茶山店
- 首爾外環高速公路南楊州交流道

## 圖片

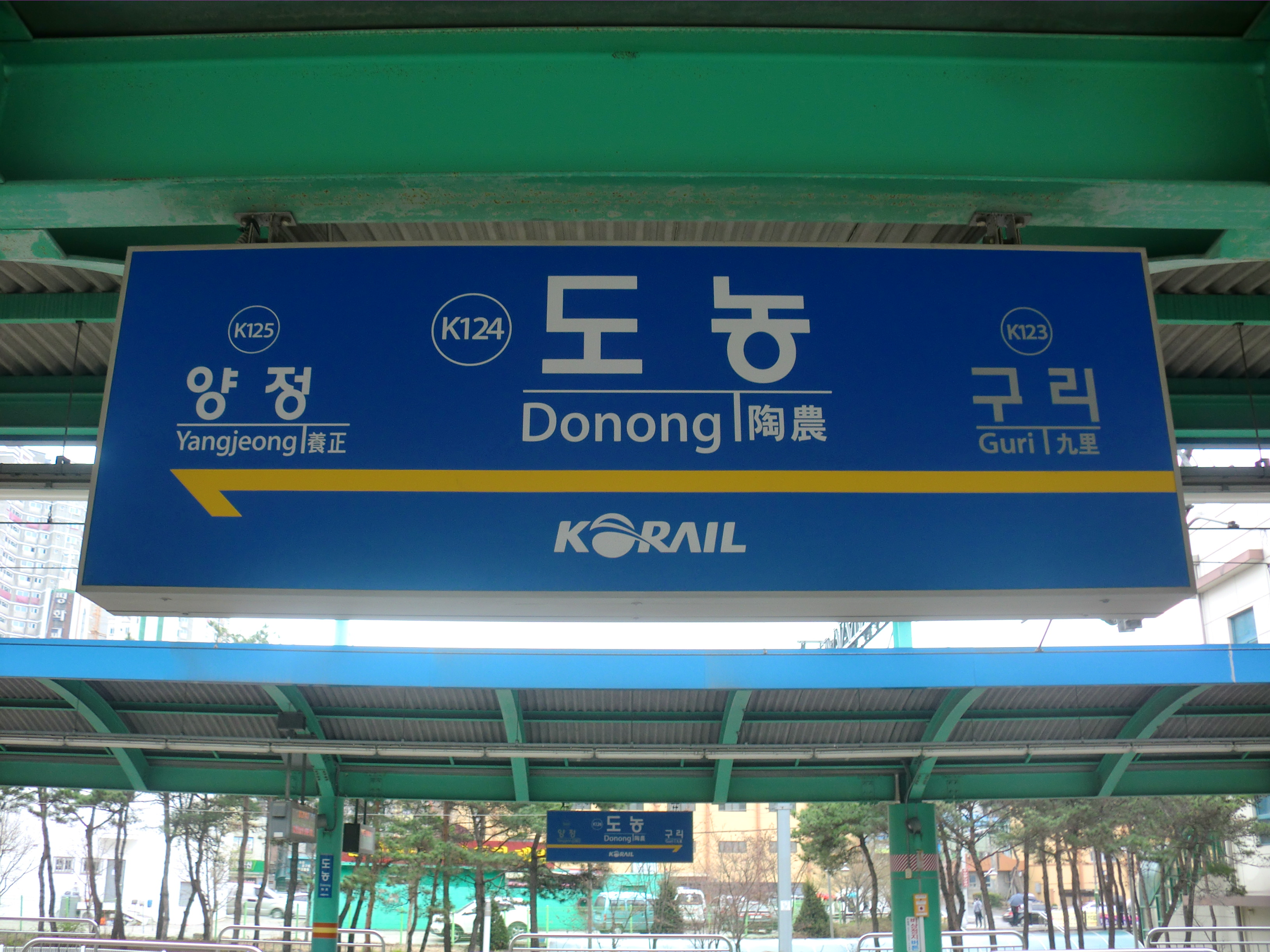
站名牌
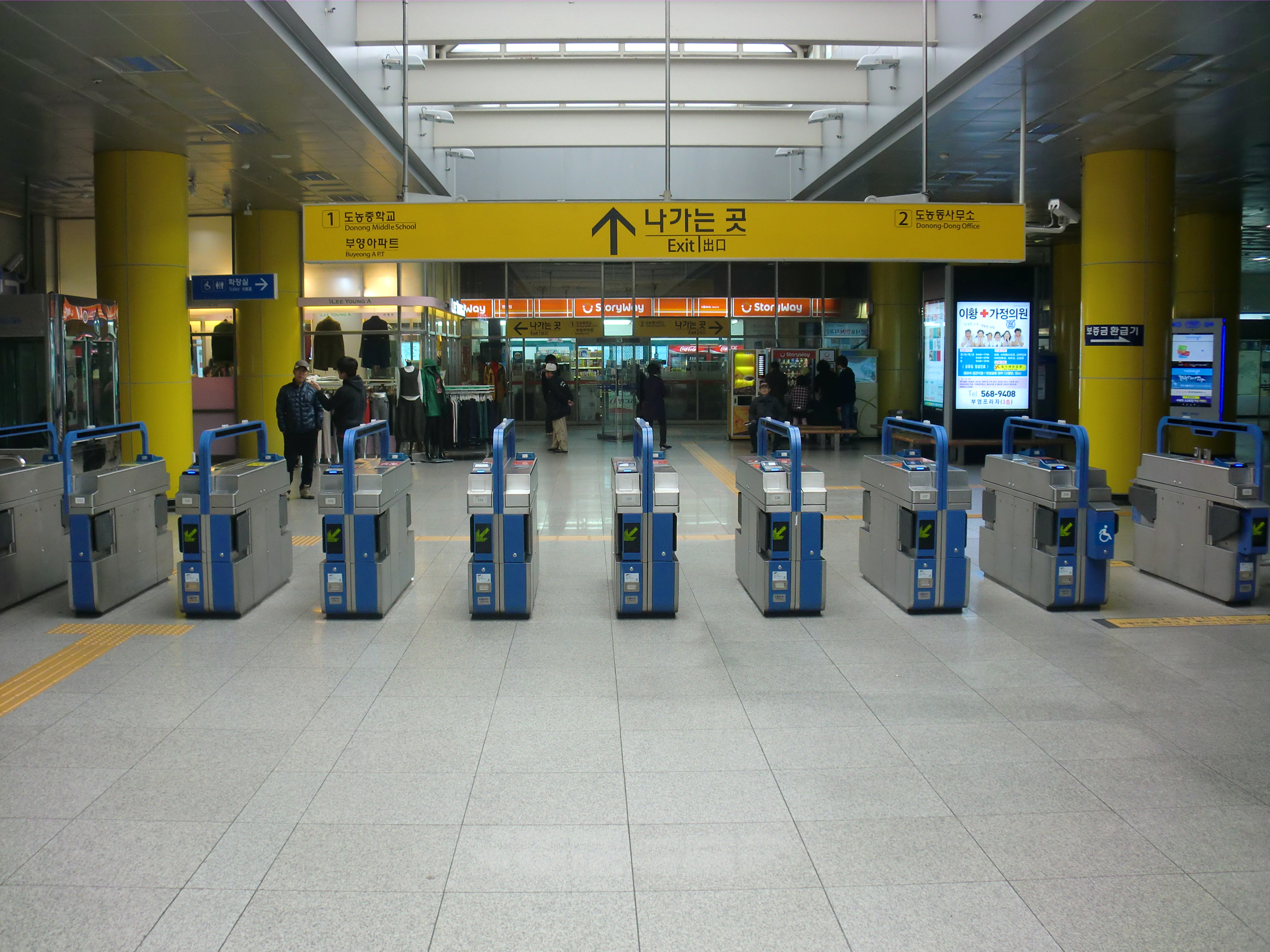
剪票閘口
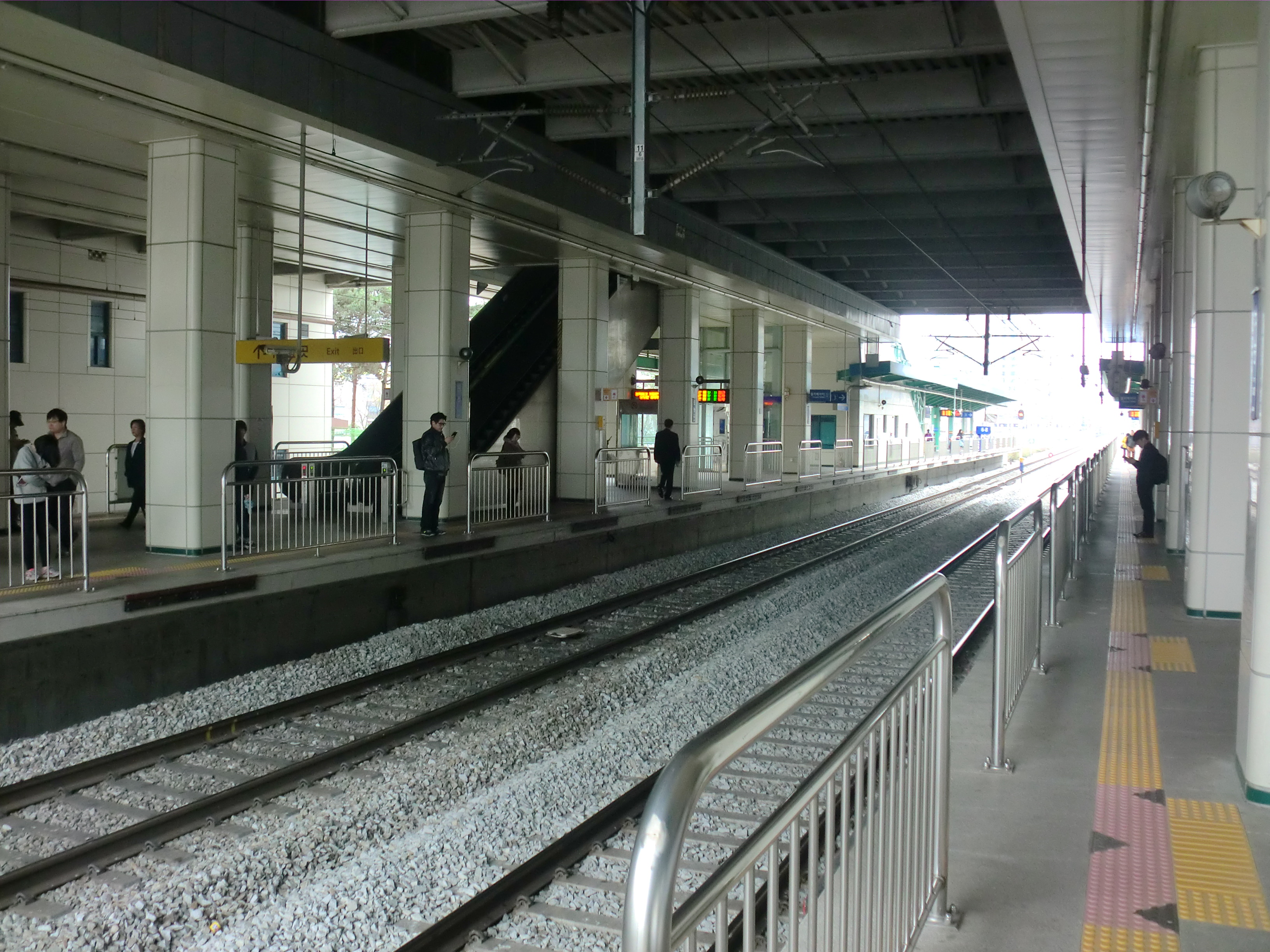
候車月台

## 相鄰車站
韓國鐵道公社
●首都圈電鐵京義·中央線
中央線急行
九里（K123） － 陶農（K124） － 德沼（K126）
中央線緩行
九里（K123）－陶農（K124）－養正（K125）